# Spilosoma ningyuenfui
Spilosoma ningyuenfui är en fjärilsart som beskrevs av Daniel 1943. Spilosoma ningyuenfui ingår i släktet Spilosoma och familjen björnspinnare. Inga underarter finns listade i Catalogue of Life.